# Resuttano
Resuttano est une commune italienne de la province de Caltanissetta dans la région Sicile en Italie. Le territoire communale est divisé en deux parties, dont l'une incluant le chef-lieu est entièrement enclavée dans la Ville métropolitaine de Palerme voisine.

## Administration
| Période                                  | Période | Identité            | Étiquette | Qualité |
| ---------------------------------------- | ------- | ------------------- | --------- | ------- |
|                                          |         | Salvatore Mazzarisi |           |         |
| Les données manquantes sont à compléter. |         |                     |           |         |

### Communes limitrophes
Alimena, Blufi, Bompietro, Petralia Sottana, Santa Caterina Villarmosa